# 自治政府協會
自治政府協會（英語：Home Government Association）是一個主張愛爾蘭自治的倡議團體，由艾薩克·巴特成立。
1870年5月19日，協會於都柏林比爾頓酒店（Bilton's Hotel）舉行了首次會議，61名不同政治和宗教信仰的人士出席或支持，其中包括6名芬尼亞成員。因此，巴特很可能於發起倡議之前已與愛爾蘭共和兄弟會有所協商。1870年9月1日，協會舉行首次公開集會。其中，菲利普·弗朗西斯·約翰遜積極為協會展開數次競選活動。
自治政府協會最終於1873年改組為自治聯盟。